# 红直獐牙菜
红直獐牙菜（学名：Swertia erythrosticta），为龙胆科獐牙菜属下的一个植物种。